# مبنى هيئة قناة السويس (بورسعيد)
مبنى هيئة قناة السويس ببورسعيد أو مقر هيئة قناة السويس ببورسعيد هو المبنى المستخدم من جانب هيئة قناة السويس بمدينة بورسعيد بمصر ولمتابعة حركة السفن المارة في قناة السويس. بناه الخديوي عباس حلمي الثاني عام 1895 م، يقع مباشرة على ضفة القناة ويعتبر أول مبنى يحتل هذا الموقع المميز.

## عملية البناء
يعد مبنى هيئة قناة السويس أحد العلامات المميزة بمدينة بورسعيد، فالمبنى الذي يعتبر تحفة معمارية رائعة الجمال يعد بحق أول الأشياء التي تتبادر للذهن عادة عند ذكر اسم بورسعيد. تولت عملية بنائه شركة إدموند كونييه الفرنسية للمقاولات، وان كان لا يعرف على وجه الدقة من هو المهندس المسئول عن عملية التصميم والبناء.

## الشكل المعماري
تم بناء المبنى مباشرة على قناة السويس على هيئة قصر على الطراز الإسلامي وهو ما يتضح في القباب الثلاث الخضراء التي تعلو المبنى أو من حيث الزخارف الداخلية للأسقف والحوائط وكذلك الشبابيك والنجف الذي يزين المبنى من الداخل.

## القيمة التاريخية
يعتبر المبنى من الأثار المسجلة في مدينة بورسعيد، وقد شهد هذا المبنى رفع العلم المصري من جانب الرئيس المصري الراحل جمال عبد الناصر بعد جلاء القوات البريطانية عن مصر عام 1956 ايذانا بإعلان استقلال مصر واستعادتها لكامل سيادتها.

## شاهد
فيديو للمبنى على يوتيوب